# PGC 423300
LEDA/PGC 423300 ist eine Galaxie im Sternbild Dorado am Südsternhimmel. Sie ist schätzungsweise 574 Millionen Lichtjahre von der Milchstraße entfernt und hat einen Durchmesser von etwa 95.000 Lichtjahren. 
Die oben im Foto zu erkennenden Galaxien: NGC 1515, PGC 14388, PGC 422589 und PGC 423162.  